# Homokbödöge, Veszprém
Homokbödöge  este un sat în districtul Pápa, județul Veszprém, Ungaria, având o populație de 743 de locuitori (2011). 

## Demografie
Componența etnică a satului Homokbödöge
     Maghiari (96,39%)
     Romi (1,65%)
     Germani (1,5%)
     Români (0,45%)
Componența confesională a satului Homokbödöge
     Romano-catolici (36,74%)
     Reformați (20,86%)
     Luterani (15,48%)
     Fără religie (6,59%)
     Necunoscută (20,32%)
     Alte religii (1,21%)
Conform recensământului din 2011, satul Homokbödöge avea 743 de locuitori. Din punct de vedere etnic, majoritatea locuitorilor (96,39%) erau maghiari, existând și minorități de romi (1,65%) și germani (1,5%). Nu există o religie majoritară, locuitorii fiind romano-catolici (36,74%), reformați (20,86%), luterani (15,48%) și persoane fără religie (6,59%). Pentru 20,32% din locuitori nu este cunoscută apartenența confesională.